# Sadigjan
Mirza Sadig o Sadigjan (en azerí:Sadıqcan; Şuşa, 1846 - Şuşa, 1902) fue intérprete de tar, creador de tar de Azerbaiyán.

## Biografía

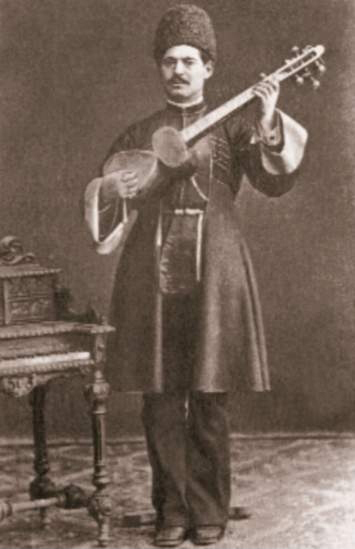
Sadigjan en Şuşa en 1875

Sadigjan nació en 1846 en Şuşa. Tomó clases de canto pero perdió su voz. Después empezó a interpretar en tar. A principios del siglo XIX Şuşa fue uno de los centros culturales. Sadigjan también fue conocido como un músico talentoso en esta ciudad. En los años 1890 fundó un conjunto musical que incluía a destacados músicos.
Sadijgan murió en 1902 en Şuşa.

## Premios y títulos
- Orden del Sol y el León (1880)